# Antonio Sangallo
Antonio Sangallo, anche detto de Stricagnolis e spesso citato col nome latinizzato Antonius Sanguagalus o Sangualus (Crotone, XIV secolo – Santa Severina, 1453) è stato un arcivescovo cattolico italiano.

## Biografia
Nominato vescovo il 29 luglio 1407 da papa Gregorio XII, resse le diocesi di Bosa e Strongoli.
Il 23 dicembre 1429 fu promosso arcivescovo metropolita di Santa Severina da papa Martino V.
Morì a Santa Severina, probabilmente nel 1453; infatti il 17 settembre di quell'anno veniva nominato un nuovo metropolita per la sede di Santa Severina.